# Аноњин
Аноњин (пољ. Anonin) је село у Пољској које се налази у војводству Лублинском у повјату Луковском у општини Стањин.
Од 1975. до 1998. године ово насеље се налазило у Сједлецким војводству.